# Jabal Habashy (huyện)
Huyện Jabal Habashy là một huyện thuộc tỉnh Ta`izz, Yemen. Đến thời điểm năm 2003, huyện này có dân số 24544 người